# Natalie J. Robb
Natalie Joy Robb (Bellshill, Glasgow; 3 de diciembre de 1974) es una actriz escocesa, más conocida por interpretar a Moira Barton en la serie Emmerdale Farm.

## Biografía
Es la menor de tres hermanos. Es muy buena amiga de la actriz Emma Atkins.

## Carrera
Estuvo en la banda The Kinky People y cantó la canción «I Will Be There» con el grupo Absolutely. En 1997 lanzó el sencillo «Keep Your Love» con el grupo Partizan.
En 1995 interpretó a Kate McCready en el episodio "Legends", anteriormente había interpretado a Sheila MacIntosh en el episodio "Violent Delights" en 1992.
En 2001 se unió a la serie Doctors, donde interpretó a la doctora Jude Carlyle hasta 2004. En 2004 se unió apareció de forma recurrente en la serie The Bill, donde interpretó a una periodista que se hace pasar por la oficial de policía Andrea Dunbar hasta 2005. En 2006 interpretó a Gemma Clewes en la exitosa y aclamada serie británica EastEnders. En marzo de 2007, apareció en el programa Kitchen. Ese mismo año interpretó a Carla Vigo en Sea of Souls. En julio de 2008, apareció en la película The Shepherd: Border Patrol, donde interpretó a Ramona García. El 17 de julio de 2009, se unió a la exitosa serie británica Emmerdale Farm, donde interpretó a Moira Barton hasta ahora.

## Filmografía

### Series de televisión
| Año             | Título             | Personaje          | Notas                                |
| --------------- | ------------------ | ------------------ | ------------------------------------ |
| 2009 - presente | Emmerdale Farm     | Moira Barton       | 1,064 episodios                      |
| 2010            | Silent Witness     | Amanda Fry         | 2 episodios                          |
| 2009            | Waterloo Road      | Charlotte Monk     | episodio # 4.9                       |
| 2007            | Sea of Souls       | Carla Vigo         | episodio "The Prayer Tree: Part 2"   |
| 2006            | EastEnders         | Gemma Clewes       | 3 episodios                          |
| 2006            | New Tricks         | Isabella Gennaro   | episodio "Ice Cream Wars Street Law" |
| 2005            | Waking the Dead    | Emma Lloyd         | 2 episodios                          |
| 2005            | Holby City         | Kirsty Winton      | 3 episodios                          |
| 2005            | Where the Heart Is | Laura Miller       | episodio "Legacy"                    |
| 2004 - 2005     | The Bill           | P.C. Andrea Dunbar | 56 episodios                         |
| 2001 - 2004     | Doctors            | Dra. Jude Carlyle  | 417 episodios                        |
| 2001            | London's Burning   | Kate               | 5 episodios                          |
| 2000            | Dream Team         | Lizzie Conlon      | -                                    |
| 1999            | Sunburn            | Maria Ioannides    | 6 episodios                          |
| 1995            | Taggart            | Kate McCready      | episodio "Legends"                   |
| 1993            | Take the High Road | Trish McDonald     | episodio del 24 de febrero           |

### Películas
| Año  | Título                      | Personaje           | Notas                                        |
| ---- | --------------------------- | ------------------- | -------------------------------------------- |
| 2008 | The Shepherd: Border Patrol | Capt. Ramona Garcia | junto a Jean-Claude Van Damme y Stephen Lord |
| 2007 | Kitchen                     | Grace               | junto a Eddie Izzard                         |
| 2006 | Good Girl, Bad Girl         | Monja               | junto a Julia Stinshoff                      |

## Premios y nominaciones
| Año  | Categoría                        | Premio                                  | Serie          | Resultado |
| ---- | -------------------------------- | --------------------------------------- | -------------- | --------- |
| 2018 | Best Female Dramatic Performance | British Soap Award                      | Emmerdale Farm | Nominada  |
| 2017 | Sexiest Female                   | Inside Soap Award                       | Emmerdale Farm | Ganó      |
| 2017 | Best Actress                     | British Soap Award                      | Emmerdale Farm | Nominada  |
| -    | -                                | BBC Young Entertainer of the Year Award | Going Live!    | Ganó      |